# راديو مزدوج المسار
الراديو المزدوج المسار أو الراديو ثنائي الاتجاه أو راديو الإرسال والاستقبال هو جهاز راديو يمكنه أن يقوم بإرسال واستقبال الإشارة (جهاز الإرسال والاستقبال)، على عكس جهاز استقبال البث الذي يستقبل الإشارة فقط. يسمح الراديو ثنائي الاتجاه (جهاز الإرسال والاستقبال) للمشغل بإجراء محادثة مع أجهزة راديوية مماثلة أخرى تعمل على نفس التردد الراديوي (القناة). تتوفر أجهزة الراديو ثنائية الاتجاه في قاعدة في شكل متحرك أو ثابت أو محمول باليد. وغالبا ما تسمى أجهزة الراديو المحمولة باليد أجهزة اتصال لاسلكي أو أجهزة يدوية.
عادة ما تعمل الأنظمة الراديوية ذات الاتجاهين بأسلوب نصف مزدوج؛ والذي يسمح للمشغل إما بالتحدث أو الاستماع، وليس كلاهما في نفس الوقت. حيث ينشط زر «ادفع لتتكلم» أو «اضغط لترسل» جهاز الإرسال. وعندما يتم تحريره (تركه) يصبح جهاز الاستقبال فعال. ويتحقق الازدواج الكامل بشكل عام عن طريق استعمال ترددين مختلفين أو بطريقة تقاسم الترددات لتنفيذ اتجاهي المحادثة في وقت واحد. وتشمل أساليب التخفيف من التداخل الذاتي الناجم عن الإرسال والاستقبال المتزامنين بنفس التردد استخدام هوائيين أو مرشحات الحالة الصلبة الديناميكية.

## التاريخ
سمح تركيب أجهزة الاستقبال والإرسال في نفس الموقع الثابت بتبادل الرسائل لاسلكيا. في وقت مبكر من عام 1907، كانت حركة التلغراف في اتجاهين عبر المحيط الأطلسي متاحة تجاريا. وبحلول عام 1912، حملت السفن التجارية والعسكرية كلا من المرسلات والمستقبلات، مما أتاح الاتصال في اتجاهين في وقت قريب تقريبا بوقت السفينة التي تكون بعيدة عن اليابسة.
وقد تم تطوير أول اتصال حقيقي في اتجاهين في أستراليا في عام 1923 من قبل كبار كونستابل فريدريك وليام داوني من الشرطة الفيكتوري. وكانت شرطة فيكتوريا هي الأولى في العالم التي تستخدم الاتصالات اللاسلكية في السيارات، ووضع ذلك حد للتقارير الغير فعالة التي كانت تتم عن طريق صناديق الهاتف العامة التي كانت تستخدم حتى ذلك الوقت. استغرقت المجموعات الأولى المقعد الخلفي بأكمله لسيارة دورية لانشيا.
في الوقت الذي أصبحت فيه معدات الراديو أكثر قوة، وأقل حجما، وأسهل للاستخدام، ثُبتت معدات الاتصال اللاسلكي ذو الاتجاهين في المركبات الصغيرة. وسمح تركيب معدات الراديو في الطائرات للكشافة بالإبلاغ عن الملاحظات في الوقت الحقيقي، دون أن يتطلب الأمر من الطيار لأن يسقط الرسائل إلى القوات على الأرض أدناه أو الهبوط لتقديم التقرير.
في عام 1933، نجحت إدارة شرطة بايون ونيوجيرسي في تشغيل نظام ثنائي الاتجاه بين محطة مركزية ثابتة وأجهزة استقبال الإرسال الراديوي المثبتة في سيارات الشرطة؛ وقد سمح ذلك بتوجيه استجابة الشرطة بسرعة في حالات الطوارئ. خلال الحرب العالمية الثانية كانت أجهزة الإرسال والاستقبال اللاسلكية المحمولة باليد تستخدم على نطاق واسع من قبل القوات الجوية والبرية، سواء من قبل الحلفاء أو المحور.
سمحت المخططات المبكرة ذات الاتجاهين لمحطة واحدة فقط بالإرسال بينما تستمع لها المحطات الأخرى، لأن جميع الإشارات كانت على نفس التردد الراديوي - وهذا ما كان يسمى الوضع "البسيط". فالقواعد والعمليات الصوتية تتطلبان بروتوكولا اتصاليا بسيطا يسمح لجميع المحطات بأن تتعاون في استعمال قناة راديوية واحدة، بحيث لا تحجب الإرسالات الأخرى في محطة واحدة. وباستخدام المستقبلات والمرسلات التي يمكن ضبطها على ترددات مختلفة، وحل المشاكل التشغيل الناجمة عن وجود مستقبل بجوار مرسل مباشرة، أصبح الإرسال والاستقبال المتزامنان ممكنا عند كل طرف من الوصلة الراديوية في ما يسمى بأسلوب «الازدواج الكامل».
لم تتمكن الأنظمة الراديوية الأولى من إرسال الصوت. وهذا تطلب تدريب المشغلين في استخدام شفرة مورس. على متن السفن، لم يكن لدى ضباط التشغيل الراديوي أي واجبات أخرى عدا التعامل مع الرسائل الراديوية. وعندما أصبح النقل الصوتي ممكنا، لم تعد هناك حاجة إلى مشغلي مكرسين لهذه المهمة وأصبح استخدام الموجات الراديوية في الاتجاهين أكثر شيوعا. الآن أصبح استخدام أجهزة الراديو المتنقلة ذات الاتجاهين سهل الاستخدام تقريبا كسهولة استخدام الهاتف المنزلي.

## الأنواع
يمكن تصنيف الأنظمة الراديوية ذات الاتجاهين بعدة طرق تبعا لخصائصها.

### التقليدية مقابل المخصصة

#### التقليدية
تعمل أجهزة الراديو التقليدية على قنوات التردد الراديوي الثابتة. وفي حالة أجهزة الراديو ذات القنوات المتعددة، فإن الأجهزة تعمل على قناة واحدة في كل مرة. ويتم اختيار القناة المناسبة من قبل المستخدم. يقوم المستخدم بتشغيل محدد قناة (قرص أو أزرار) على لوحة تحكم الراديو لاختيار القناة المناسبة.
وفي الأنظمة متعددة القنوات، تستخدم القنوات لأغراض منفصلة. ويمكن حجز قناة لوظيفة معينة أو لمنطقة جغرافية معينة. وفي نظام القنوات الوظيفية، قد تسمح قناة لطواقم إصلاح الطرق في مدينة سبرينغفيلد بالتحدث إلى مكتب صيانة الطرق في مدينة سبرينغفيلد. فيما قد تسمح قناة ثانية لطواقم إصلاح الطرق بالاتصال بطواقم إدارة الطرق السريعة التابعة للدولة. في النظام الجغرافي، قد تستخدم شركة سيارات الأجرة قناة واحدة للتواصل في بوسطن، منطقة ماساتشوستس وقناة ثانية عندما تكون سيارات الأجرة في بروفيدنس، رود آيلاند.
في العمليات الراديوية البحرية، تُستخدم قناة واحدة كقناة طوارئ واتصال، بحيث يمكن للمحطات أن تتصل قبل الانتقال إلى قناة العمل المنفصل للاتصال المتواصل.
تستخدم موتورولا مصطلح «وضع» للإشارة إلى القنوات على بعض النماذج الراديوية التقليدية ذات الاتجاهين. وفي هذا الاستخدام، يتألف «الوضع» من قناة تردد راديوي وجميع الخيارات المعتمدة على القناة مثل النداء الانتقائي، ومسح القنوات، ومستوى القدرة، وغير ذلك.

##### المسح في أجهزة الراديو التقليدية
تمسح بعض أجهزة الراديو التقليدية أكثر من قناة واحدة. أي أن جهاز الاستقبال يبحث عن أكثر من قناة صالحة للإرسال. ويمكن أن يتم الإرسال السليم عبر قناة راديوية مع أي إشارة أو توليفة لقناة راديوية مع نظام التسديد مشفر النغمة المستمر (أو النداء الانتقائي).
هناك مجموعة واسعة من إعدادات (تكوين) المسح التي تختلف من نظام إلى آخر. بعض أجهزة الراديو لديها ميزات المسح التي تتلقى القناة المحددة الأساسية بالحجم الكامل، والقنوات الأخرى في قائمة المسح الضوئي بالحجم المخفض. وهذا يساعد المستخدم على التمييز بين القناة الأساسية والقنوات الأخرى دون النظر إلى لوحة تحكم الراديو. لمحة عامة:
- يمكن تعريف ميزة المسح المسبق وتحديدها مسبقا: عندما تكون في وضع المسح، يتم مسح مجموعة محددة سلفا من القنوات. ولا يتم تغيير القنوات من قبل مستخدم الراديو.
- بعض أجهزة الراديو تسمح بخيار المسح المحدد من قبل المستخدم: وهذا يسمح إما تأمين القنوات المحددة مسبقا أو إضافة قنوات إلى قائمة المسح من قِبل المشغل. وقد يعود الراديو إلى قائمة المسح الافتراضية في كل مرة يتم فيها تشغيله، أو قد تخزن التغييرات الأخيرة بشكل دائم. في أجهزة الراديو المهنية، تكون ميزات المسح قابلة للبرمجة ولديها العديد من الخيارات. يمكن أن تؤثر ميزات المسح على وقت استجابة النظام. فإذا كان الراديو لديه عشرين قناة في قائمة المسح وبعض القنوات لديها نظام التسديد مشفر النغمة المستمر، فيمكن أن يستغرق عدة ثوان للبحث في القائمة بأكملها. حيث يجب أن يتوقف الراديو على كل قناة ويتحقق منها من حيث الصلاحية قبل استئناف المسح. وهذا يمكن أن يتسبب في فقدان الرسائل (الإشارات).

لهذا السبب، لا يتم استخدام ميزات المسح أو يتم الاحتفاظ بقوائم مسح قصيرة في تطبيقات الطوارئ. وقد وضع مشروع أبكو 16 معايير للوصول للقنوات، وعدد مرات الوصول والتأخير الناجم عن المعلومات العلوية للنظام. فميزات المسح يمكن أن تزيد من هذا التأخير. وقالت إحدى الدراسات أن التأخير الذي يزيد عن 0.4 ثانية (400 ميلي ثانية) في خدمات الطوارئ لا يوصى بها.

##### التحدث أثناء المسح
بعض أجهزة الراديو التقليدية تستخدم أو لديها خيار التحدث أثناء المسح. فإذا قم المستخدم بإرسال إشارات أثناء قيام الراديو بعملية المسح، فإنه يمكن أن ينقل على القناة المستلمة الأخيرة بدلا من القناة المختارة. وهذا قد يسمح لمستخدمي أجهزة الراديو المتعددة القنوات بالرد على الرسالة الأخيرة دون النظر إلى الراديو لمعرفة القناة التي كانت قيد التشغيل. بدون هذه الميزة، يجب على المستخدم استخدام محدد القنوات للتبديل إلى القناة التي حدثت فيها آخر رسالة. (قد يؤدي هذا الخيار إلى حدوث ارتباك ويجب تدريب المستخدمين على فهم هذه الميزة.)

#### المخصصة
في نظام الراديو المخصص (ذو الجذع)، يقوم منطق النظام تلقائيا باختيار قناة الترددات الراديوية المادية. وهناك بروتوكول يحدد العلاقة بين أجهزة الراديو والعمود الفقري للراديو. البروتوكول يسمح لتعيينات القنوات بالحدوث تلقائيا.
ويمكن أن تحمل الأنظمة الرقمية المخصصة محادثات متزامنة على قناة مادية واحدة. وفي حالة النظام الراديوي الرقمي، فإن النظام يدير أيضا الفواصل الزمنية على قناة مادية واحدة. وتسمى وظيفة إجراء محادثات متزامنة عبر قناة واحدة بتعدد الإرسال.
فبدلا من القنوات، تكون أجهزة الراديو مرتبطة بمجموعات يمكن استدعاؤها. ويمكن اعتبار هذه القنوات الافتراضية التي تظهر وتختفي أثناء إجراء المحادثات.
تضع الأنظمة الترتيبات للمصاحبة والتواصل بين أجهزة الراديو بواسطة إحدى هاتين الطريقتين:
- يقوم الكمبيوتر بتخصيص قنوات على قناة التحكم المخصصة. ترسل قناة التحكم دفق بيانات مستمر. وتراقب جميع أجهزة الراديو في النظام تيار البيانات حتى يأتي الأمر من قبل الكمبيوتر للانضمام إلى المحادثة على القناة المخصصة.
- تتواصل الالكترونيات الموجودة في كل راديو باستخدام بروتوكول من النغمات أو البيانات من أجل إقامة محادثة، (قائمة على المسح).

إذا كانت جميع القنوات المادية مشغولة، تتضمن بعض الأنظمة بروتوكولا للصف أو انتظار الطلبات المعلقة حتى تصبح القناة متاحة.
بعض القرائن البصرية التي قد تدل علي كون الراديو مخصص تشمل 1) عدم وجود زر لكبح إشارة الصوت، 2) عدم وجود زر مراقبة أو التبديل، و 3) تُظهر السقسقة أن القناة متاحة وجاهزة للعمل لحظة الضغط على زر «ادفع لتتحدث».

### القنوات البسيطة مقابل القنوات المزدوجة

#### البسيطة
تستخدم أنظمة القنوات البسيطة قناة واحدة للإرسال والاستقبال. وهذا هو الشكل النموذجي لطائرات في اتش اف آم، وأجهزة الراديو البحرية. النظم البسيطية هي في كثير من الأحيان نظم قديمة موجودة منذ
عقد 1930. حيث سمحت هندسة بناء أجهزة الراديو القديمة لها بالعمل مع الأجهزة الجديدة في شبكة واحدة. وبالنسبة لجميع السفن في جميع أنحاء العالم أو جميع الطائرات في جميع أنحاء العالم، فإن عدد كبير من أجهزة الراديو المثبتة، (قاعدة التثبيت) يمكن أن تستغرق عقودا ليتم ترقيتها. وغالبا ما تستخدم الأنظمة البسيطة أبنية مفتوحة تسمح لأي رواديو متوافق مع المعايير الأساسية أن يكون متوافقا مع النظام بأكمله.
- الميزات: كأبسط تكوين نظامي، فإن هناك موثوقية حيث أن اثنين فقط من أجهزة الراديو هما كل ما يلزم لإقامة اتصال بينهما، دون أي بنية تحتية أخرى.
- العيوب: يوفر الاتصال البسيط اتصالات عبر مدي قصير لأن الوحدات المتنقلة يجب أن تكون ضمن المدى الفعال لل منهما. ويحد عرض النطاق الترددي المتاح من عدد قنوات المحادثات المتزامنة، نظرا لأن الوقت الجوي «الميت» لا يمكن استخدامه بسهولة للاتصال الإضافي.

#### المزدوج
أنظمة القناة المزدوجة ترسل وتستقبل على قنوات منفصلة مختلفة. ويميز ذلك الأنظمة التي لا يمكن للمعدات أن تتصل بها دون وجود بعض البنى التحتية مثل المكرر أو المحطة القاعدة. الأكثر شيوعا في الولايات المتحدة هو تكوين المكرر حيث يتم تكوين محطة قاعدة لإعادة إرسال الصوت الوارد من الوحدات المتنقلة. وهذا يجعل الهواتف النقالة، أو باليد، قادرة على التواصل بين بعضها البعض في أي مكان ضمن مجموعة الاستقبال من محطة قاعدة أو مكرر. وعادة ما يكون لمحطة القاعدة أو المكرر هوائي عال وقوة عالية، مما يتيح مجالا أكبر بكثير، مقارنة بمركبة أرضية أو جهاز إرسال واستقبال باليد.
ويمكن تقسيم الأنظمة المزدوجة إلى نوعين. يشير المصطلح نصف المزدوج إلى الأنظمة التي يلزم فيها استخدام مفتاح غدفع لتتحدث. ويشير الازدواج الكامل إلى أنظمة مثل الهواتف المتنقلة التي لديها القدرة على الاستقبال والإرسال في نفس الوقت. المكرر بطبيعته كامل الازدواج.
- المزايا: تسمح القنوات المزدوجة عادة بتشغيل المكرر الذي يمتد نطاقه (في معظم الحالات بسبب زيادة قدرة الإرسال وتحسين الموقع / الارتفاع الجوي) - وخاصة حيثما تستخدم أجهزة الراديو المحمولة باليد.
- العيوب: إذا كان الراديو غير قادر يتصل بالمكرر، فإنه يصبح غير قادر على التواصل.

#### هجين البسيط/المزدوج
تستخدم بعض الأنظمة مزيجا من الأسلوبين، حيث يستخدم الراديو الأنظمة المزدوجة كنظام افتراضي، ويمكن أن يتواصل مع محطة القاعدة من خلال النظام البسيط إذا كان خارج النطاق.

### اضغط لتتحدث
في أجهزة الراديو ثنائية الاتجاه مع سماعات الرأس، قد يتم تضمين زر «ادفع لتتحدث» على سلك أو مربع الكتروني لاسلكي مثبت على ملابس المستخدم. في سيارات الإطفاء أو سيارة الإسعاف قد يكون هناك زر حيث حيث تبرز سماعة الرأس ذات السلك.

### التناظرية مقابل الرقمية
من الأمثلة على أجهزة الراديو التناظرية أجهزة راديو طائرات آم، والتي تُستخدم للاتصال بأبراج التحكم ومراقبي الحركة الجوية. مثال آخر هو خدمة الراديو الاسلكية المنزلية «ووكي طوكي». المعدات التناظرية أقل تعقيدا من أبسط المعدات الرقمية.
- الميزة: في المعدات عالية الجودة، يكون هناك قدرة أفضل على التواصل في الحالات التي تكون فيها الإشارة الواردة ضعيفة أو صاخبة.
- العيوب: يمكن إجراء محادثة واحدة فقط في كل مرة على كل قناة.

من الأمثلة على تكنولوجيات الاتصالات الرقمية جميع الهواتف الخلوية الحديثة، وشبكة التيترا، وتعتبر أفضل المعايير في الإذاعة الرقمية وتشكل البنية التحتية الأساسية لشبكات البلد بأكملها، بما في ذلك الشركات المصنعة
- الميزة: إتاحة المزيد من مسارات التحدث المتزامنة ويمكن تضمين معلومات مثل معرف الوحدة أو أزرار الحالة أو الرسائل النصية في قناة راديو رقمية واحدة. ويعني معيار قدرة التشغيل البيني لشبكة التيترا أن أي إشارة راديو تيترا يمكنها أن تعمل على أي بنية تحتية لتيترا.
- العيوب: يجب أن تكون أجهزة الراديو مصممة لنفس المعيار المتوافق، حيث أنها يمكن أن تصبح أجهزة عفا عليها الزمن بسرعة (على الرغم من أنه يتم الحد من ذلك من خلال معايير قدرة التشغيل البيني وتنفيذها بشكل صحيح مثل تلك التي حددتها إتسي لتترا)، كما أنها تكلف أكثر للشراء، وأكثر تعقيدا.

### البيانات عبر الراديو ذو الاتجاهين
في بعض الحالات، يتم استخدام الراديو ذو اتجاهين لنقل البيانات التناظرية أو الرقمية. ويمكن أن تكون هذه الأنظمة بسيطة أو مزدوجة، ويمكن أن تستخدم ميزات النداء الانتقائي. في أنظمة الازدواج الكامل، يمكن إرسال البيانات في الوقت الحقيقي بين نقطتين. في الأنظمة البسيطة أو نصف المزدوجة، يمكن إرسال البيانات مع تأخر الوقت بين العديد من النقاط.
تحمل بعض الأنظمة الرقمية ذات الاتجاهين كلا من الصوت والبيانات عبر تيار بيانات واحد. وهناك أنظمة أخرى أكثر تطورا في إطار معيار تيترا قادرة على ضم الفواصل الزمنية معا لتحسين عرض نطاق البيانات، مما يسمح بتطبيقات متقدمة لاقتراع البيانات والقياس عن بعد عبر الراديو.

#### التناظرية
قد تقوم الأنظمة التناظرية بتوصيل حالة واحدة، مثل مستوى المياه في خزان للماشية. يرسل جهاز إرسال الموجود في موقع الخزان باستمرار إشارة ذات نغمة صوتية ثابتة. حيث تتغير نبرة (تردد) النغمة بتغير مستوى المياة في الخزان. وبوجود متر في الطرف البعيد، يترواح بتغير نبرة النغمة وهو ما يتناسب مع درجة النغمة، للإشارة إلى كمية المياه الموجودة في خزان المواشي. ويمكن استخدام أساليب مماثلة لقياس البعد لأي حالة تناظرية.

#### الرقمية
يمكن للأنظمة الرقمية أن تقوم بتوصيل الرسائل النصية بمساعدة الحاسوب. فعلى سبيل المثال، قد يقوم جهاز المراقبة في الشاحنة بإرسال موقعا الشاحنة وأي تفاصيل أخرى عن الإتصال بالجههاز. كما يمكن استخدامها في أنظمة القياس التناظرية، مثل مستويات خزان المواشي، كما هو موضح أعلاه. احتمال آخر هو ضغط زيت التشحيم في محرك الحافلة، أو السرعة الحالية للحافلة. وتترجم القياسات التناظرية إلى بيانات. ترسل بعض الأنظمة رسائل استدعاء الراديوي التي يمكنها :
1. تنبيه مستقبل جهاز استدعاء آخر،
2. إرسال رسالة رقمية،
3. إرسال رسالة نصية.

وتستخدم الأنظمة الرقمية عادة معدلات بيانات في معدلات تتراوح بين 1200 و 19200 كيلوبت في الثانية، ويمكنها أن تستخدم مخططات الضمين مثل قبل تغيير التردد، أو قفل تغيير تردد الصوت. المعدات الحديثة لديها نفس القدرات لنقل البيانات كما هو موجود في بروتوكول الإنترنت. وباعتبار قيود بروتوكول النظام، فإن أي شيء تقريبا يمكن إرساله أو استقباله.

### هندسية وغير هندسية
صممت الأنظمة الهندسية ليكون أدائها مطاق لمواصفة أو معيار معين. وهي مصممة كنظم لديها جميع المعدات المتوافقة للأداء معا. على سبيل المثال، قد يتم تصميم نظام راديو حديث ثنائي الاتجاه حكومي محلي في الولايات المتحدة لتوفير تغطية مساحة 95٪ في منطقة حضرية. ويستخدم مصممو النظام نماذج الترددات الراديوية ونماذج التضاريس وبرامج نمذجة انتشار الإشارة في محاولة لتقدير بدقة أين سوف تعمل أجهزة الراديو داخل منطقة جغرافية محددة. وتساعد النماذج المصممين على اختيار المعدات ومواقع المعدات والهوائيات وتقدير مدى نجاح الإشارات في اختراق المباني. وتكون هذه النماذج مدعومة من قبل اختبارات وقياسات لمستوى إشارة المجال الفعلي. ويقوم المصممون بضبط أنماط الهوائي، وإضافة أو نقل مواقع المعدات، وتصميم شبكات الهوائي بطريقة تحقق مستوى الأداء المطلوب.
بعض الأنظمة غير هندسية. فالأنظمة القديمة -مثلا- قد تكون قد بدأت بمحطة قاعدة ومجموعة من أجهزة الراديو المتنقلة. وعلى مدى سنوات من الزمن، أضيفت لهم المعدات بنمط مشابه لبناء كتلة سكنية. وقد تؤدي النظم القديمة أداء كافيا على الرغم من أنها لم تكن مصممة مهنيا كنظام متماسك من البداية. ويجوز للمستخدم شراء محطة قاعدة وتحديد موقعها مع توقع أن تكون الأنظمة المماثلة المستخدمة في الماضي مقبولة. قد يكون لدى قسم الطرق في المدينة نظام يعمل بشكل مقبول، لذا يمكن لإدارة الحدائق إنشاء نظام مماثل ليكون قابلا للاستخدام على قدم المساواة. وعادة فإن أنظمة خدمة الراديو المتنقلة لا يتم هندستها.